# Simon Hurt
Simon Hurt es un supervillano de DC Comics y enemigo de Batman creado, como personaje, por Bill Finger y dibujado por Sheldon Moldoff, y posteriormente reconvertido a supervillano por el guionista Grant Morrison en 2008. 
La primera aparición del personaje fue en la historia "Robin Muere al Amanecer" originalmente publicado como Robin Dies at Dawn en el Batman #156 (junio de 1963). La historia narraba como Batman se ofrecía como voluntario en un experimento militar para probar los efectos a largo plazo del aislamiento en la mente humana. El personaje que guiaba este experimento era un científico, quien no volvió a aparecer en los cómics hasta el año 2008.
En el arco argumental Batman Rip de 2008, el guionista Grant Morrison reintroduce al personaje. Pero esta vez como un supervillano que afirmaba ser el padre de Bruce Wayne: Thomas Wayne. A su vez, el villano prepara una larga serie de eventos para desgarrar mentalmente a Batman y así ofrecer esto como espectáculo a un círculo de multimillonarios (llamados el Black Glove) que pagan una gran suma de dinero en busca de experiencias extremas. En tal historía de 2008, Morrison llama al personaje "Dr. Simon Hurt".